# Revolution Tour
Revolution Tour  fue la tercera gira de conciertos de la boyband mexicana CD9. La gira dio inicio el 26 de noviembre de 2016 en la  Arena Ciudad de México, México y terminara el 1 de enero de 2018 en Acapulco, Guerrero.
La gira fue anunciada mediante una conferencia de prensa en el Lunario del Auditorio Nacional en México.

## Lista de canciones
1. Off The Wall
2. Placer Culposo
3. Me Equivoqué
4. Lo Que Te Hace Perfecta
5. Lo Que Yo Te Di
6. The Party
7. Own The Night
8. Eres (Acoustic Version)
9. Jaw Dropper
10. Amiga
11. A Tu Lado
12. Herida Mortal
13. Ven Dime Que No
14. Error Perfecto
15. Dime
16. Ángel Cruel
17. Uno Mismo
18. Más Lejos Que El Sol
19. Deja Vu
20. Shakespeare y Serenatas
21. I Feel Alive
22. Apuesta (Gamble)
23. Get Dumb

» 2.ª Etapa Revolution .5 Tour«
1. Off The Wall
2. Placer Culposo
3. Me Equivoqué
4. Lo Que Te Hace Perfecta
5. Lo Que Yo Te Di
6. The Party
7. Own The Night
8. Eres (Acoustic Version)
9. Jaw Dropper
10. Amiga
11. A Tu Lado
12. Herida Mortal
13. Ven Dime Que No
14. Error Perfecto
15. Dime
16. Ángel Cruel
17. Uno Mismo
18. Deja Vu
19. I Feel Alive
20. Apuesta (Gamble)
21. Lío En La Cabeza
22. Que Le Importa a La Gente
23. No Le Hablen De Amor
24. Get Dumb

## Fechas del Tour
| Fecha                    | Ciudad           | País         | Lugar                                       |
| Norteamérica             | Norteamérica     | Norteamérica | Norteamérica                                |
| ------------------------ | ---------------- | ------------ | ------------------------------------------- |
| 26 de noviembre de 2016  | Ciudad de México | México       | Arena Ciudad de México                      |
| 2 de diciembre de 2016   | Querétaro        | México       | Auditorio Josefa Ortiz de Domínguez         |
| 3 de diciembre de 2016   | Aguascalientes   | México       | Plaza de Toros Monumental de Aguascalientes |
| 4 de diciembre de 2016   | Morelia          | México       | Palacio del Arte                            |
| 11 de diciembre de 2016  | Toluca           | México       | Teatro Morelos                              |
| 29 de enero de 2017      | León             | México       | Palenque de León                            |
| 17 de febrero de 2017    | Guadalajara      | México       | Calle 2                                     |
| 11 de marzo de 2017      | Ciudad Juárez    | México       | Gimnasio de la UACJ                         |
| 23 de marzo de 2017      | Texcoco          | México       | Feria internacional del caballo             |
| 7 de abril de 2017       | Ciudad Valles    | México       | Teatro del pueblo                           |
| 17 de abril de 2017      | Puebla           | México       | Feria de Puebla                             |
| 19 de abril de 2017      | Cuernavaca       | México       | Teatro del pueblo                           |
| 16 de mayo de 2017       | Hermosillo       | México       | Palenque Hermosillo                         |
| 20 de mayo de 2017       | Chihuahua        | México       | Feria de Santa Rita                         |
| 21 de septiembre de 2017 | Zacatecas        | México       | Teatro del Pueblo                           |
| 7 de octubre de 2017     | Pachuca          | México       | Palenque de la Feria de Pachuca             |
| 11 de octubre de 2017    | Guadalajara      | México       | Foro Principal                              |
| 29 de diciembre de 2017  | Celaya           | México       | Feria de Navidad Celaya                     |
| 1 de enero de 2018       | Acapulco         | México       | Mega Feria Imperial                         |